# Fenimorea janetae
Fenimorea janetae es una especie de molusco gasterópodo marino perteneciente a la familia Drilliidae.

## Descripción
El tamaño de la concha de los adultos varia entre  los 25 a 40 mm.

## Distribución
Esta especie vive en la zona béntica del mar Caribe, el golfo de México, y Puerto Rico; en el océano Atlántico entre Florida y Brasil.